# Philobota placophaea
Philobota placophaea is een vlinder uit de familie van de sikkelmotten (Oecophoridae). De wetenschappelijke naam van de soort werd in 1937 als Eulechria placophaea gepubliceerd door Alfred Jefferis Turner.